# 渡辺マリ
渡辺 マリ（わたなべ まり、1942年11月28日 - ）は、日本の歌手。本名、渡辺 智美。埼玉県さいたま市（旧浦和市）出身。

## 来歴・人物
父は耳鼻咽喉科医で開業医をしており、裕福な家庭に育った。厳格な父のもとで幼少期からピアノを習わされていたが、父の死後、母にねだってジャズのレコードを買ってもらい、そこから洋楽と歌うことにはまっていった。その後、様々なコンテストに出て入賞していたが、1960年「のど自慢」に出てスカウトされる。家族は反対したが、「青春の１ページとして大勢の人の前で歌ってみたい」という本人の強い希望により歌手となった。東京キューバン・ボーイズの専属シンガーを経て、シングル「ムスタファ/ク・ク・ル・ク・ク・パロマ」でデビューする。翌1961年に発売の「東京ドドンパ娘」が、パンチの利いた歌声と独特のこぶし回し、ドドンパのリズム感が相まって話題を呼び、新人としては当時異例の初動15万枚を越すヒットになり、結果的にミリオンセラーを記録した。楽曲の大ヒットにより、日活により沢本忠雄主演で当楽曲を表題とする映画も制作された。その後も「東京ドドンパ娘」は井上陽水他様々なアーティストによってカバーされている。「第二の江利チエミ」と評価を得ていたが、その後「銀座ジャングル娘」「黒い蝶のブルース」（「ダイアモンド・シンガー」名義）などをリリースするもヒットに結びつかず引退する。今も時折懐メロ番組に出演し、往年の歌声を披露している。

## 主な作品

### シングル
ビクターレコード
- ムスタファ／ク・ク・ル・ク・ク・パロマ（1960年10月、VS-417）-　「ムスタファ」はダニー飯田とパラダイス・キングとの競作
- 東京ドドンパ娘／恋愛0米（1961年1月、VS-458）
- 煙草屋の娘（1961年3月、VS-479）-　佐川ミツオとのデュエット。片面は佐川ミツオの「ゴンドラの唄」
- 星の流れに（1961年、VS-504）-　片面は佐川ミツオの「霧とブルースの街」
- 恋愛学校／おきゃあせ娘（1961年、VS-510）
- 銀座ジャングル娘／恋の横断歩道（1961年6月、VS-522）
- 東京ボーイハント／東京レジャー娘（1961年6月、VS-531）
- チャキチャキパチャンガ／ゴメンナサイ（1961年8月、VS-556）
- 香港マリ／赤坂タウンのお嬢さん（1961年10月、VS-575）
- ほんとかいかい節（1962年1月、VS-620）-　佐川ミツオ・原田良一とスウィング・ウエストと。片面は佐川ミツオの「波止場仁義」
- 小雨に濡れてる花売り娘（1962年5月、VS-722）-　片面は、和田弘とマヒナ・スターズの「悲しき汽車ポッポ」

日本コロムビア
- 黒い蝶のブルース／鍵（1967年4月、SAS-880）-　ダイアモンド・シンガー名義
- 裏窓のブルース／唇（SAS-931）

### 映画
- 東京ドドンパ娘（1961年）- 渡井マリ
- ちゃりんこ街道（1961年）
- ドドンパ酔虎伝（1961年）
- 水戸黄門 助さん格さん大暴れ（1961年）
- 銀座ジャングル娘（1961年）

### ドラマ
- 木曜ゴールデンドラマ・天使が消えていく（1982年）FBS
- 機動刑事ジバン - 坂東刑事課長役（1989年）テレビ朝日

### その他の番組
- なつかしの歌声（東京12チャンネル・1974年2月3日放送）
- 昭和歌謡大全集（テレビ東京）
- 第27回思い出のメロディー（NHK・1995年8月12日放送）
- 第35回夏祭りにっぽんの歌（テレビ東京・2004年7月2日放送）
- 第48回思い出のメロディー（NHK・2016年8月27日放送）
- 第49回年忘れにっぽんの歌（テレビ東京・2016年12月31日放送）